# John Peckham
John Peckham o Pecham (Patcham, Sussex, 1220 o 1225 - Mortlake, 1290) va ser un sacerdot franciscà anglès, teòleg i arquebisbe de Canterbury. Va pertànyer a l'anomenada escola franciscana de París.
Nascut a Sussex cap al 1225, Peckham completa els seus estudis inicials a Oxford sota la guia d'Adam de Marsh, un altre important mestre anglès, la vida i doctrina del qual resultaran determinants en la seva vocació franciscana. Va ser deixeble de Bonaventura de Fidanza a París, on va ensenyar cap a 1270 i, després d'haver conclòs l'estudi del trivium i el quadrivium, Peckham ensenya com mestre en la facultat d'Oxford (1271-1275), on va ser influït pels escrits de Roger Bacon. Després ingressa en l'Orde de Germans Menors, entre 1250 i 1255. Enviat a París per l'estudi de la teologia, des 1269 fins a 1271-1272 ocupa el lloc de mestre regent del studium franciscà. En 1272 passa al mestre franciscà Tomàs Bungay a la càtedra de teologia d'Oxford, on introdueix la tècnica de la disputa «quodlibetal», d'ús a París.
Tracta de defensar la filosofia, però critica la que creu que és falsa. L'oposició de doctrines és, en últim terme, l'oposició entre franciscans i dominics, entre l'agustinisme dels primers i l'aristotelisme dels segons. El motiu de les crítiques no és tant d'ordre ontològic com de caràcter gnoseològic i antropològic. El problema de fons és saber si l'home pot o no prescindir de la il·luminació divina per conèixer el fet de la veritat. La voluntat preval sobre la raó, i l'autodeterminació voluntària, que caracteritza l'home, no queda determinada per l'acció causal del coneixement, ja que la voluntat és la facultat suprema de l'ésser humà.

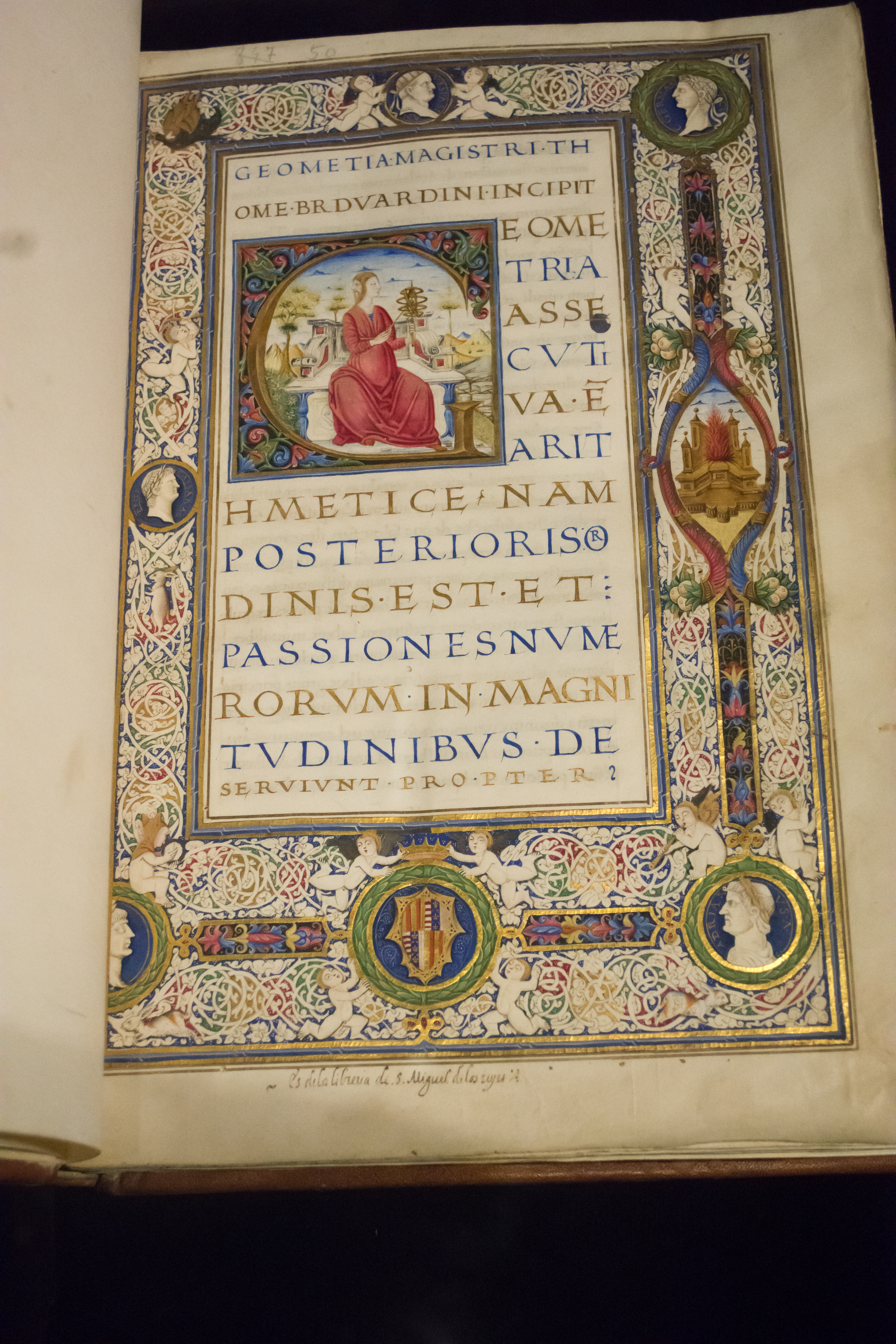
Còdex amb les obres de Thomas Bradwardine, Geometria speculativa, i de Johannes Peckham, Perspectiva communis, il·luminat al taller de Cola Rapicano (1495)